# لوليتا توريس
لوليتا توريس (بالإسبانية: Lolita Torres)‏ هي ممثلة أرجنتينية، ولدت في 18 ديسمبر 1929 في الأرجنتين، وتوفيت في 14 سبتمبر 2002 ببوينس آيرس في الأرجنتين. بدأت مشوارها المهني سنة 1942.

## وصلات خارجية
- لوليتا توريس على موقع IMDb (الإنجليزية)
- لوليتا توريس على موقع ميوزك برينز (الإنجليزية)
- لوليتا توريس على موقع قاعدة بيانات الفيلم (الإنجليزية)